# Woda dolna

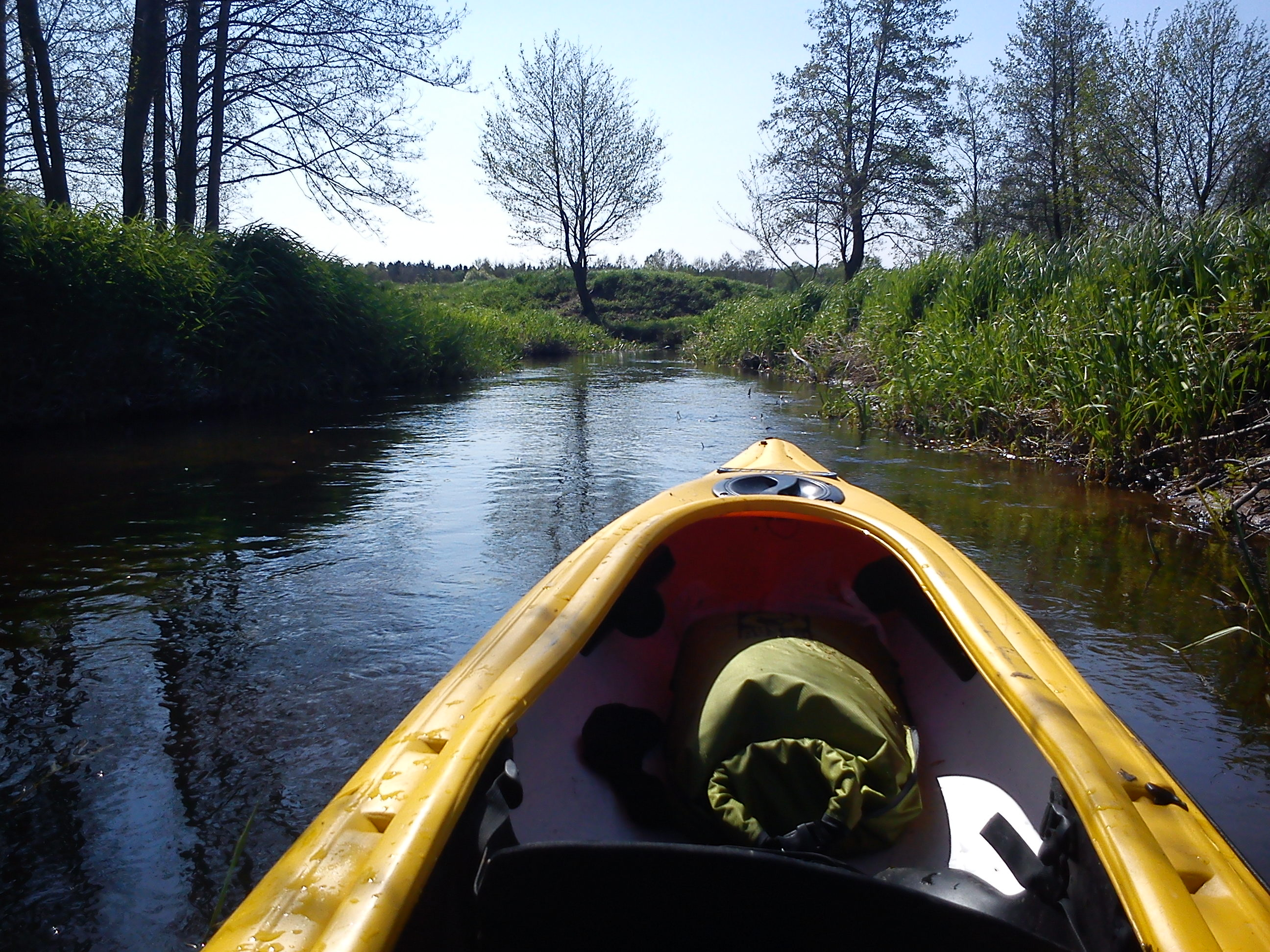
Kajak płynący z prądem - woda dolna znajduje się przed jednostką

Woda dolna – w nawigacji na rzekach, z punktu widzenia płynącej jednostki – wszystko co dzieje się od strony wody odpływającej, a więc poniżej jednostki, w stronę ujścia rzeki.